# Franz Bergmann
Franz Bergmann (* 18. Juli 1873 in Mühlhausen; † zum 31. Oktober 1944 für tot erklärt) war ein deutscher Eisenbahningenieur und Reichsbahndirektor.

## Leben
Franz Bergmann war ein Sohn von Selmar Bergmann und Johanna, geb. Spiegelberg, und entstammte einer jüdischen Familie.
Bergmann trat nach dem Studium des Bauingenieurwesens in den Dienst der Preußischen Staatseisenbahnen. Im November 1900 wurde er zum Regierungsbaumeister ernannt und 1906 folgte in Mihla als Regierungsbaumeister des Eisenbahnbaufachs die Ernennung zum Eisenbahn-Bau- und Betriebsinspektor. Anfang 1908 erhielt er als Vorstand der Bauabteilung in Mihla das Ritterkreuz II. Klasse des Herzoglich Sachsen-Ernestinischen Hausorden und wechselte im gleichen Jahr zur Königlichen Eisenbahndirektion nach Essen, von wo er im April 1909 erst auftragsweise als Vorstand der Betriebsdirektion 3 in Königsberg vorgesehen war. Im Oktober des gleichen Jahres erhielt er dann die reguläre Stelle als Vorstand. Bei der Eisenbahndirektion Königsberg wurde er im April 1914 mit der Wahrnehmung der Geschäfte eines Mitglieds der Eisenbahndirektion beauftragt; im gleichen Jahr wurde er Regierungs- und Baurat. Ende April 1920 wurde er mit der Wahrnehmung der Geschäfte als Oberbaurat beauftragt. Im Juli 1920 wurde er zum Oberregierungsbaurat ernannt. 1927 wurde er zum Direktor bei der Reichsbahn befördert. Zu dieser Zeit war Bergmann Abteilungsleiter bei der Reichsbahndirektion Halle.
1935 wurde er in Frankfurt am Main als Reichsbahndirektor in den Ruhestand versetzt.
Franz Bergmann war mit Hedwig Henriette, geb. Seligsohn (* 1885), verheiratet. Mitte April 1939 emigrierte er gemeinsam mit seiner Frau nach Amsterdam. Reichsverkehrsminister Julius Dorpmüller genehmigte diesen Umzug ins Ausland und teilte Bergmann mit, dass sein Ruhestandsgehalt im Inland auf ein Sonderkonto bei einer Devisenbank eingezahlt wird. 1941 erreichte Bergmann, dass er wenigstens einen Teil seiner Pension über die damals mehrheitlich der Reichsbahn gehörende Deutsche Verkehrs- und Kredit-Bank in die Niederlande transferieren konnte. Vom 18. November 1942 bis 21. April 1943 waren das Ehepaar Bergmann im Sammellager Westerbork interniert. Von hier wurden sie am 21. April 1943 mit dem ersten Transport aus den Niederlanden in das Ghetto Theresienstadt deportiert. Ins Vernichtungslager Auschwitz kamen beide am 28. Oktober 1944. Zum 31. Oktober 1944 wurden er und seine Frau für tot erklärt.